# International Swimming Hall of Fame

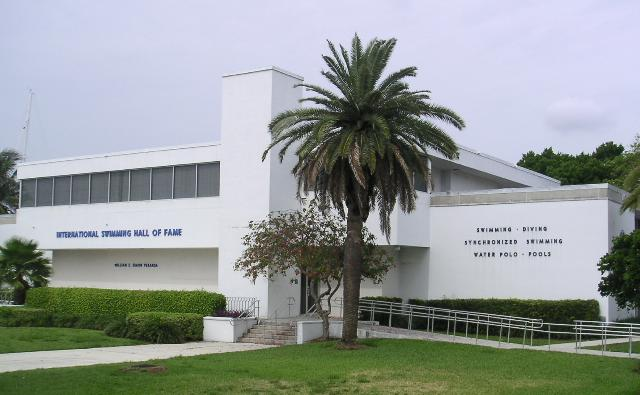
Museo del ISHOF.

El International Swimming Hall of Fame (ISHOF) es una organización dedicada a reconocer y a promocionar los deportes acuáticos. Está situado en Fort Lauderale, FL, USA. Está reconocida por la FINA como el cuadro de honor oficial de los deportes acuáticos. 
Su principal objetivo es la promoción de la natación e inmortalizar las hazañas de aquellos que han destacado en alguno de los siguientes deportes acuáticos: 
- Natación competitiva
- Waterpolo
- Buceo
- Natación en Aguas Abiertas
- Natación sincronizada